# Box set
Box set nebo boxed set je obvykle sbírka tří a více hudebních alb, knih, DVD či jiných nosičů, které pojí společný žánr nebo autor.
Vydávání box setů bývá běžné u proslulých, dlouhodobě působících hudebních skupin, které tímto shrnou svou uměleckou tvorbu. Box set může být obohacen o dříve nevydané nahrávky či knížku s fotografiemi nebo historií skupiny. Starší alba v box setu bývají také remasterována do vyšší zvukové kvality odpovídající současným standardům. Příkladem box setu je The Complete Studio Recordings skupiny ABBA.
Jako box sety rovněž vycházejí několikadílné filmy (Vinnetou, James Bond atp.) či televizní seriály. Ve formě box setu vycházejí také knihy, které takto mohou plnit luxusnější dárkovou úlohu.